# Memphis (Floryda)
Memphis – jednostka osadnicza w Stanach Zjednoczonych, w stanie Floryda, w hrabstwie Manatee.